# كيريلو ماتفيف
كيريلو ماتفيف (بالأوكرانية: Матвєєв Кирило Олегович)‏ هو لاعب كرة قدم أوكراني في مركز الدفاع، ولد في 22 يونيو 1996 في دونيتسك في أوكرانيا. لعب مع ميتالورغ دونيتسك.

## وصلات خارجية
- كيريلو ماتفيف على موقع اتحاد أوكرانيا (الإنجليزية)
- كيريلو ماتفيف على موقع قاعدة بيانات كرة القدم.إي يو (الإنجليزية)
- كيريلو ماتفيف على موقع Soccerway.com (الإنجليزية)
- كيريلو ماتفيف على موقع عالم كرة القدم.نت (الإنجليزية)